# 玛丽湖 (佛罗里达州)
玛丽湖（英語：Lake Mary），是美国佛罗里达州塞米諾爾縣下属的一座城市。建立于1973年。面积约为25平方公里（约合9.7平方英里）。根据2010年美国人口普查，该市有人口13,822人。论人口在本州排行第129。